# Gelmerbahn
La Gelmerbahn è una funicolare svizzera situata nei comuni di Guttannen e Innertkirchen.
Con una pendenza fino al 106% è stata la funicolare più ripida d'Europa fino al 2017, anno di apertura della funicolare di Stoos (gradiente 110%).

## Impianto
Il viaggio in vagoni aperti porta da Handegg (1.400 m slm) nella Haslital, tra Innertkirchen e il Grimselpass, fino al Gelmersee (1.850 m slm), laghetto della Kraftwerke Oberhasli. In genere l'impianto è aperto da giugno a ottobre.

## Storia
La stazione ferroviaria è stata costruita per la costruzione del Gelmerstaumauer e della linea di alimentazione dell'acqua alla Handeck e nel 1926 è iniziato il suo funzionamento. È stata completamente rinnovata nel 2001.